# Miss America
Miss America (en español: Señorita América) es una competencia anual que está abierta a mujeres de los Estados Unidos entre las edades de 17 y 25 años. El concurso, que se originó en 1921 como una «revista de belleza en baño», ahora se juzga en talento y entrevistas a las competidoras. A partir de 2018, ya no hay un segmento en traje de baño en el concurso ni se considera la apariencia física.
La actual Miss America es Madison Marsh de Colorado, quien fue coronada como Miss America 2024 el 14 de enero de 2024.

## Resumen
El 1 de febrero de 1919, se llevó a cabo un concurso de belleza en el Chu Chin Chow Ball en el Hotel des Artistes en la ciudad de Nueva York. La ganadora, Edith Hyde Robbins Macartney, fue llamada «Miss America». Ni el título ni este concurso estaban relacionados con el actual «Concurso Miss America» que se desarrollaría un año después en Atlantic City, Nueva Jersey. Más bien, los orígenes del «Concurso Miss America» se encuentran en un evento titulado The Fall Frolic que se llevó a cabo el 25 de septiembre de 1920 en Atlantic City. Este evento fue diseñado para atraer negocios al Boardwalk: «trescientas cincuenta sillas de mimbre rodantes decoradas alegremente fueron empujadas a lo largo de la ruta del desfile. Trescientos cincuenta hombres empujaron las sillas. Sin embargo, las principales atracciones fueron las jóvenes 'doncellas' que se sentaron en las sillas rodantes, encabezada por la señorita Ernestine Cremona, quien estaba vestida con una túnica blanca que fluía y representaba la 'Paz'».
El evento tuvo tanto éxito que The Businessmen's League planeó repetirlo el año siguiente como un concurso de belleza o una «revista de bañistas» (para capitalizar la popularidad de los concursos de belleza en los periódicos que utilizaban presentaciones de fotos). El evento estaba programado para el fin de semana siguiente al Día del Trabajo, para alentar a los visitantes de verano a quedarse en Atlantic City. Por lo tanto, «se pidió a los periódicos de Pittsburgh a Washington, D.C., que patrocinaran concursos de belleza locales». Las ganadoras participarían en el concurso de Atlantic City. Si el periódico local pagara el guardarropa de la ganadora, la Liga de Hombres de Negocios de Atlantic City pagaría el viaje del concursante para competir en el «Concurso de Belleza Inter-City». Herb Test, un «periodista», acuñó el término para la ganadora: «Miss America». El 8 de septiembre de 1921, 100 000 personas se reunieron en el Boardwalk para ver a los concursantes de Washington D. C., Baltimore, Pittsburgh, Harrisburg, Ocean City, Camden, Newark, la ciudad de Nueva York y Filadelfia.
De las nueve candidatas, las dos favoritas fueron Virginia Lee y Margaret Gorman. Se produjo un conflicto cuando los jueces descalificaron a Lee, de 22 años, en el último minuto porque se consideró que era una profesional en lugar de una aficionada como las otras candidatas debido al hecho de que era 1) una actriz que trabaja, 2) casada, y 3) una amiga del juez principal de la competencia. La ganadora de 16 años de Washington D. C., Margaret Gorman, fue coronada como la «Sirena Dorada» y ganó $100.
El certamen continuó de manera constante durante las siguientes ocho décadas, excepto durante los años 1928-1932, cuando se cerró temporalmente debido a problemas financieros asociados con la Gran Depresión y las sugerencias de que promovía una «moral relajada». Con su reactivación en 1933, ganó Marian Bergeron, de 15 años, lo que provocó que las futuras concursantes tuvieran entre 18 y 26 años. En 1935, Lenora Slaughter fue contratada para «reinventar» concurso y se desempeñó durante 32 años como directora. Para 1938, se agregó una sección de talentos a la competencia y se requería que las candidatas tuvieran una chaperona. En 1940, el título se convirtió oficialmente en «The Miss America Pageant» y el concurso se llevó a cabo en el Salón de Convenciones de Atlantic City. En 1944, la compensación por «Miss America» cambió de «contratos de pieles y películas» a becas universitarias, una idea generalmente acreditada a Jean Bartel, Miss America 1943.
Durante los primeros años del certamen, bajo la dirección de Lenora Slaughter, se segregó racialmente a través de la regla número siete que decía: «las concursantes deben gozar de buena salud y ser de raza blanca». La regla número siete fue abolida en 1950. Miss Nueva York 1945, Bess Myerson, la única ganadora judía estadounidense hasta la fecha, se convirtió en Miss America 1945 y enfrentó el antisemitismo durante su tiempo como Miss America, lo que provocó una reducción en sus funciones oficiales. Aunque hubo candidatas nativo-americanas, latinas y asiático-americanas, no hubo candidatas afroamericanas durante cincuenta años (sin embargo, las afroamericanas aparecieron en números musicales desde 1923, cuando fueron elegidas como esclavas).
En 1970, Cheryl Browne, Miss Iowa 1970, compitió como la primera concursante afroamericana en el certamen de Miss America 1971. También participó en una de las últimas giras USO-Miss America en Vietnam. Una década después, en 1983, Miss Nueva York (y Miss Syracuse) 1983, Vanessa Williams (la primera mujer afroamericana en ganar la competencia como Miss America 1984), renunció bajo presión debido a un escándalo relacionado con fotografías de desnudos. Tres décadas después de estos eventos, Miss Nueva York (y Miss Syracuse) 2013, Nina Davuluri, la primera mujer indio-estadounidense en ganar la corona como Miss America 2014, enfrentó comentarios xenófobos y racistas en las redes sociales cuando ganó. Dos años más tarde, en el certamen de Miss America 2016, el entonces director ejecutivo de Miss America, Sam Haskell, se disculpó con Vanessa Williams (quien se desempeñaba como jueza principal) por lo que le dijeron durante los eventos de 1984.
En 2018, el certamen adoptó un nuevo formato, denominado «Miss America 2.0», como parte de un esfuerzo de la nueva presidenta Gretchen Carlson para «[evolucionar a Miss America] en esta revolución cultural». Bajo el nuevo formato, las competidoras ya no son juzgadas por su apariencia física (lo que resultó en el anuncio muy publicitado de que el evento ya no incluiría una competencia de trajes de baño), y hay un mayor enfoque en el «talento, pasión y ambición» de las competidoras.

## Ganadoras

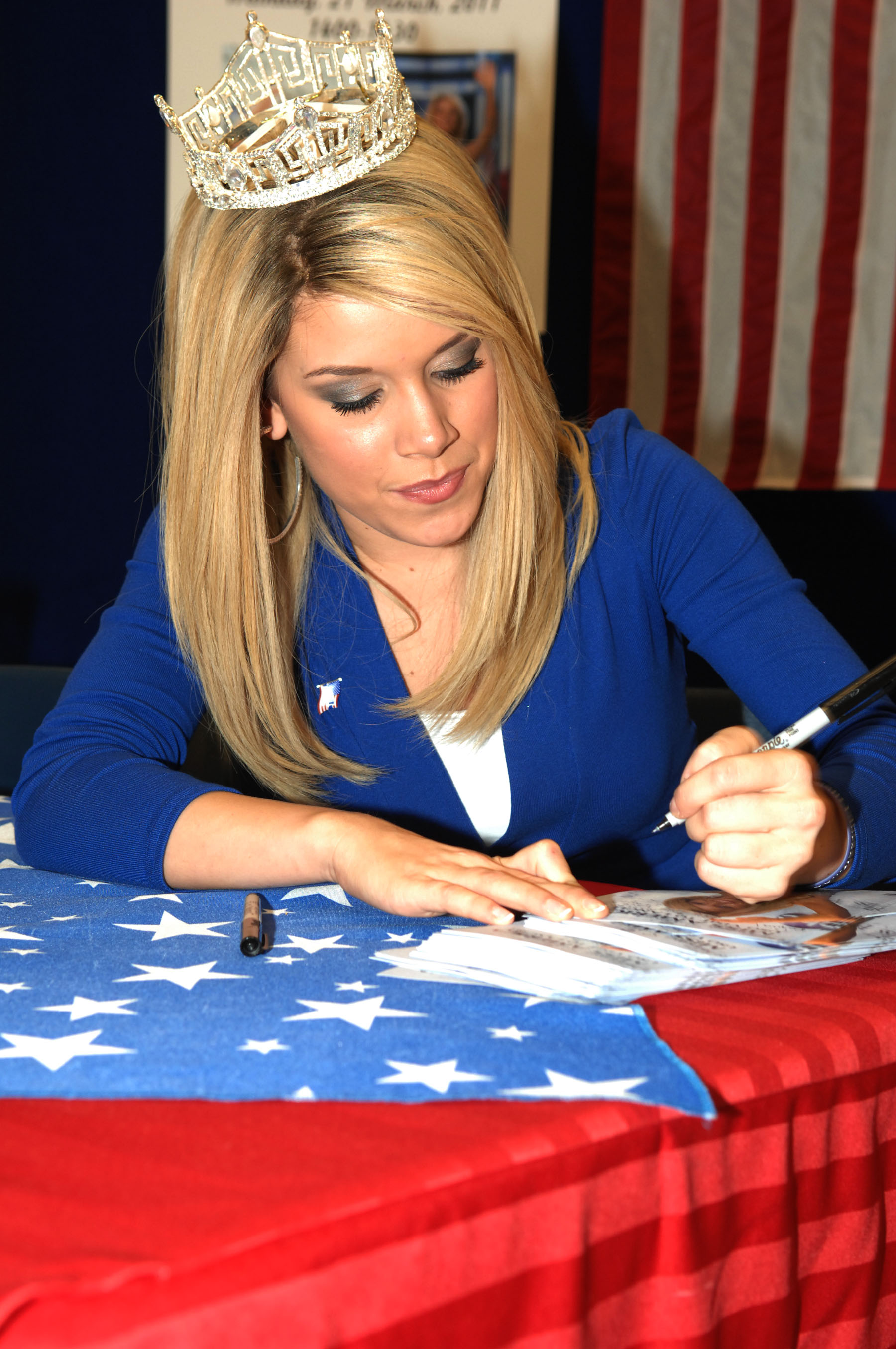
Teresa Scanlan, Miss America 2011

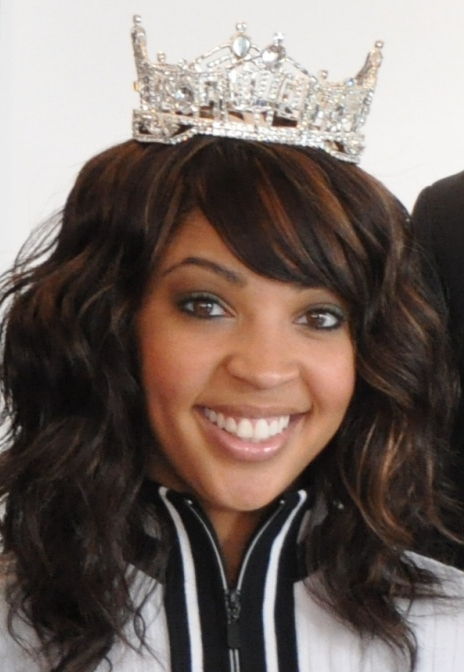
Caressa Cameron, Miss America 2010

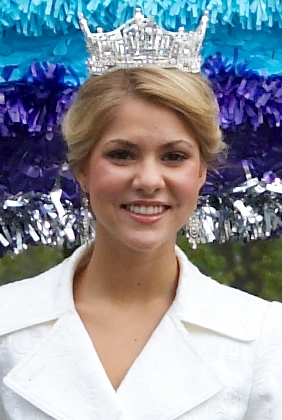
Kirsten Haglund, Miss America 2008

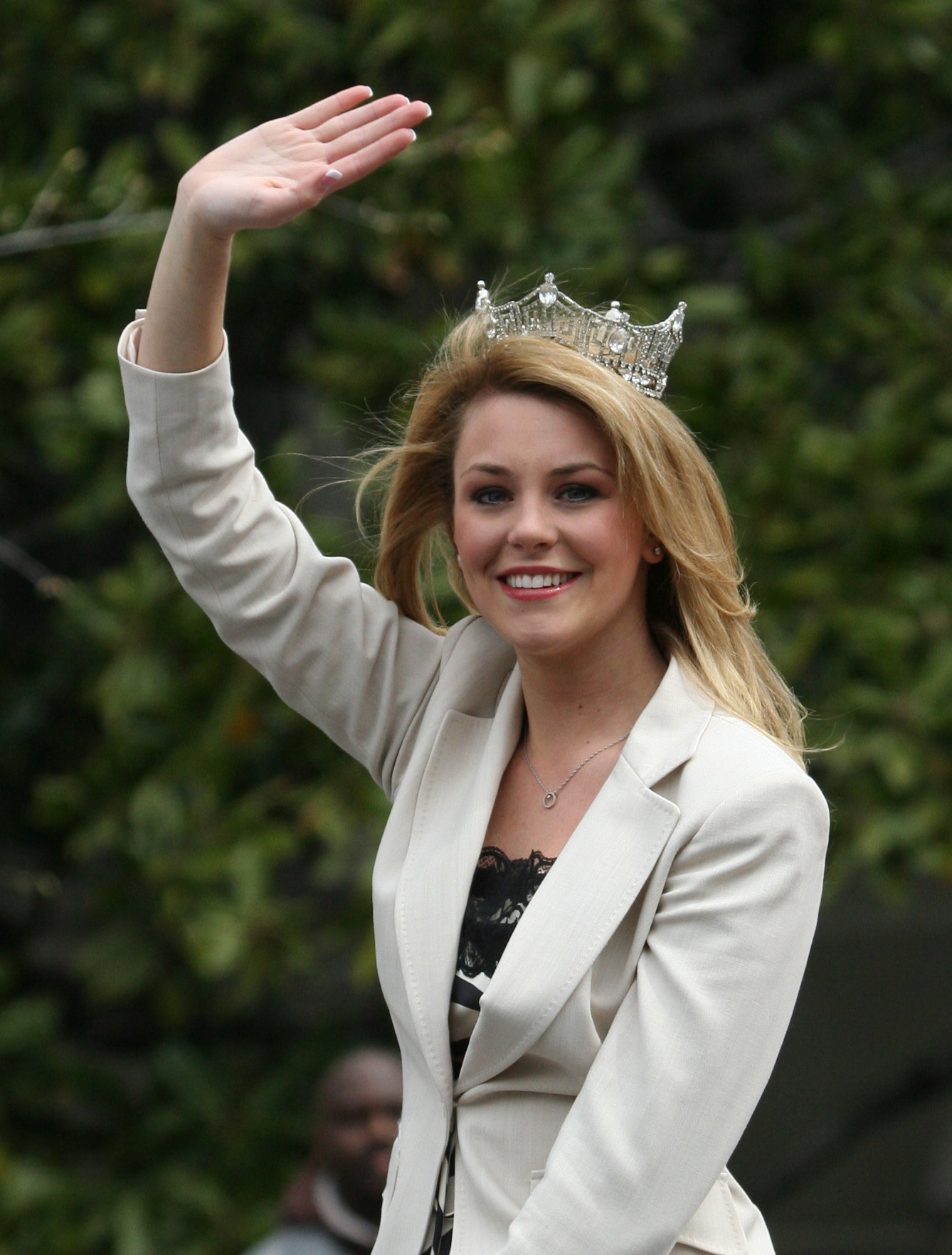
Lauren Nelson, Miss America 2007

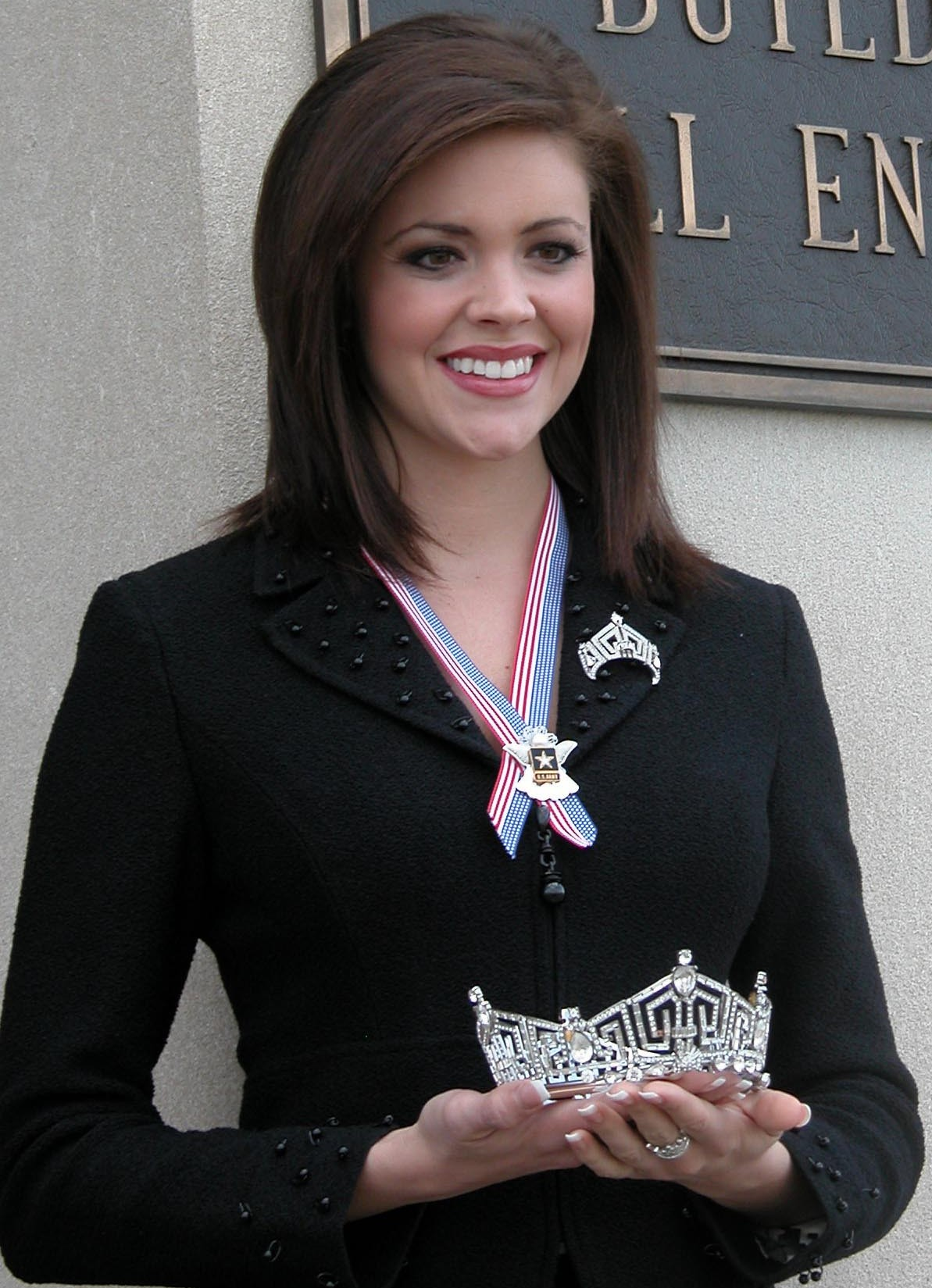
Jennifer Berry, Miss America 2006

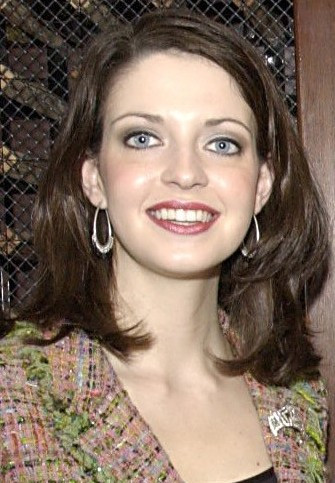
Deidre Downs, Miss America 2005

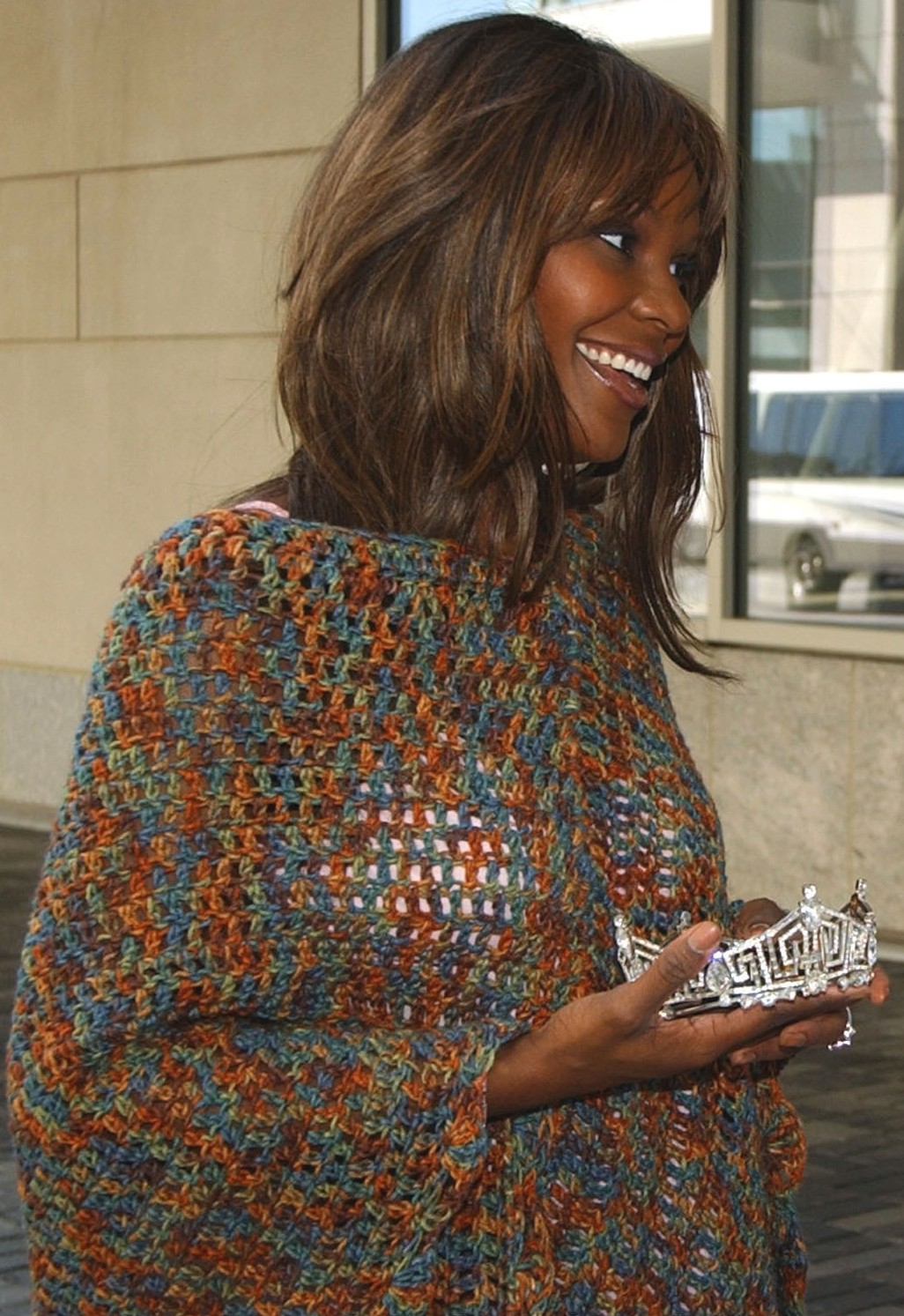
Ericka Dunlap, Miss America 2004

| Año     | Miss America            | Estado                             |
| ------- | ----------------------- | ---------------------------------- |
| 2024    | Madison Marsh           | Denver, Colorado                   |
| 2023    | Grace Stanke            | Wausau, Wisconsin                  |
| 2022    | Emma Broyles            | Anchorage, Alaska                  |
| 2020    | Camille Schrier         | Richmond, Virginia                 |
| 2019    | Nia Franklin            | Brooklyn, Nueva York               |
| 2018    | Cara Mund               | Bismarck, Dakota del Norte         |
| 2017    | Savvy Shields           | Fayetteville, Arkansas             |
| 2016    | Betty Cantrell          | Warner Robins, Georgia             |
| 2015    | Kira Kazantsev          | Manhattan, Nueva York              |
| 2014    | Nina Davuluri           | Siracusa, Nueva York               |
| 2013    | Mallory Hytes Hagan     | Brooklyn, Nueva York               |
| 2012    | Laura Kaeppeler         | Kenosha, Wisconsin                 |
| 2011    | Teresa Scanlan          | Gering, Nebraska                   |
| 2010    | Caressa Cameron         | Fredericksburg, Virginia           |
| 2009    | Katie Stam              | Indianápolis, Indiana              |
| 2008    | Kirsten Haglund         | Farmington Hills, Míchigan         |
| 2007    | Lauren Nelson           | Lawton, Oklahoma                   |
| 2006    | Jennifer Berry          | Tulsa, Oklahoma                    |
| 2005    | Deidre Downs            | Birmingham, Alabama                |
| 2004    | Ericka Dunlap           | Orlando, Florida                   |
| 2003    | Erika Harold            | Urbana, Illinois                   |
| 2002    | Katie Harman            | Gresham, Oregón                    |
| 2001    | Ángela Pérez Baraquio   | Honolulu, Hawái                    |
| 2000    | Heather French          | Maysville, Kentucky                |
| 1999    | Nicole Johnson Baker    | Roanoke, Virginia                  |
| 1998    | Katherine Shindle       | Evanston, Illinois                 |
| 1997    | Tara Dawn Holland       | Overland Park, Kansas              |
| 1996    | Shawntel Smith          | Muldrow, Oklahoma                  |
| 1995    | Heather Whitestone      | Birmingham, Alabama                |
| 1994    | Kimberly Clarice Aiken  | Columbia, Carolina del Sur         |
| 1993    | Leanza Cornett          | Jacksonville, Florida              |
| 1992    | Carolyn Suzanne Sapp    | Honolulu, Hawái                    |
| 1991    | Marjorie Vincent        | Oak Park, Illinois                 |
| 1990    | Debbye Turner           | México, Misuri                     |
| 1989    | Gretchen Carlson        | Anoka, Minnesota                   |
| 1988    | Kaye Lani Rae Rafko     | Monroe, Míchigan                   |
| 1987    | Kellye Cash             | Memphis, Tennessee                 |
| 1986    | Susan Akin              | Meridian, Misisipi                 |
| 1985    | Sharlene Wells Hawkes   | Salt Lake City, Utah               |
| 1984    | Vanessa Lynn Williams   | Tarrytown, Nueva York (destronada) |
| 1984    | Suzette Charles         | Mays Landing, Nueva Jersey         |
| 1983    | Debra Maffett           | Anaheim, California                |
| 1982    | Elizabeth Ward          | Russellville, Arkansas             |
| 1981    | Susan Powell            | Elk City, Oklahoma                 |
| 1980    | Cheryl Prewitt          | Ackerman, Misisipi                 |
| 1979    | Kylene Barker           | Galax, Virginia                    |
| 1978    | Susan Perkins           | Columbus, Ohio                     |
| 1977    | Dorothy Kathleen Benham | Edina, Minnesota                   |
| 1976    | Tawny Elaine Godin      | Yonkers, Nueva York                |
| 1975    | Shirley Cothran         | Fort Worth, Texas                  |
| 1974    | Rebecca Ann King        | Denver, Colorado                   |
| 1973    | Terry Anne Meeuwsen     | De Pere, Wisconsin                 |
| 1972    | Laurie Lea Schaefer     | Columbus, Ohio                     |
| 1971    | Phyllis George          | Denton, Texas                      |
| 1970    | Pamela Anne Eldred      | Birmingham, Míchigan               |
| 1969    | Judith Anne Ford        | Belvidere, Illinois                |
| 1968    | Debra Dene Barnes       | Moran, Kansas                      |
| 1967    | Jane Anne Jayroe        | Laverne, Oklahoma                  |
| 1966    | Deborah Irene Bryant    | Overland Park, Kansas              |
| 1965    | Vonda Kay Van Dyke      | Phoenix, Arizona                   |
| 1964    | Donna Axum              | El Dorado, Arkansas                |
| 1963    | Jacquelyn Mayer         | Sandusky, Ohio                     |
| 1962    | Maria Fletcher          | Asheville, Carolina del Norte      |
| 1961    | Nancy Fleming           | Montague, Míchigan                 |
| 1960    | Lynda Lee Mead          | Natchez, Misisipi                  |
| 1959    | Mary Ann Mobley         | Brandon, Misisipi                  |
| 1958    | Marilyn Van Derbur      | Denver, Colorado                   |
| 1957    | Marian McKnight         | Manning, Carolina del Sur          |
| 1956    | Sharon Ritchie          | Denver, Colorado                   |
| 1955    | Lee Meriwether          | San Francisco, California          |
| 1954    | Evelyn Margaret Ay      | Ephrata, Pensilvania               |
| 1953    | Neva Jane Langley       | Macon, Georgia                     |
| 1952    | Colleen Kay Hutchins    | Salt Lake City, Utah               |
| 1951    | Yolande Betbeze         | Mobile, Alabama                    |
| 1949    | Jacque Mercer           | Litchfield, Arizona                |
| 1948    | BeBe Shopp              | Hopkins, Minnesota                 |
| 1947    | Barbara Walker          | Memphis, Tennessee                 |
| 1946    | Marilyn Buferd          | Los Ángeles, California            |
| 1945    | Bess Myerson            | Nueva York, Nueva York             |
| 1944    | Venus Ramey             | Washington, Washington D. C.       |
| 1943    | Jean Bartel             | Los Ángeles, California            |
| 1942    | Jo-Carroll Dennison     | Tyler, Texas                       |
| 1941    | Rosemary LaPlanche      | Los Ángeles, California            |
| 1940    | Frances Marie Burke     | Filadelfia, Pensilvania            |
| 1939    | Patricia Donnelly       | Detroit, Míchigan                  |
| 1938    | Marilyn Meseke          | Lima, Ohio                         |
| 1937    | Bette Cooper            | Bertrand Island, Nueva Jersey      |
| 1936    | Rose Coyle              | Filadelfia, Pensilvania            |
| 1935    | Henrietta Leaver        | Pittsburgh, Pensilvania            |
| 1933    | Marian Bergeron         | West Haven, Connecticut            |
| 1927    | Lois Delander           | Joliet, Illinois                   |
| 1926    | Norma Smallwood         | Tulsa, Oklahoma                    |
| 1925    | Fay Lanphier            | Oakland, California                |
| 1924    | Ruth Malcomson          | Filadelfia, Pensilvania            |
| 1922-23 | Mary Campbell           | Columbus, Ohio                     |
| 1921    | Margaret Gorman         | Washington, Washington D. C.       |